# Nepenthes eustachya
Nepenthes eustachya Miq., 1858 è una pianta carnivora della famiglia Nepenthaceae, endemica di Sumatra, dove cresce a 0–1600 m.

## Conservazione
La Lista rossa IUCN classifica Nepenthes eustachya come specie a rischio minimo (Least Concern).